# Rivière Legendre
Rivière Legendre är ett vattendrag i Kanada.   Det ligger i provinsen Québec, i den sydöstra delen av landet, 400 km öster om huvudstaden Ottawa.
I omgivningarna runt Rivière Legendre växer i huvudsak blandskog. Runt Rivière Legendre är det glesbefolkat, med 12 invånare per kvadratkilometer.